# Pascenzio (vescovo di Novara)
Pascenzio di Novara (fl. V secolo) è stato vescovo di Novara.

## Biografia
Poco si sa della biografia di Pascenzio prima della sua elezione a vescovo di Novara. Una volta asceso al soglio vescovile, ad ogni modo, si sa che venne costretto a fuggire dalla città per l'incombere delle persecuzioni di Diosedro prima e di Eutiche poi.
Trovò rifugio secondo le fonti presso la parrocchia di Boccioleto dove dimorò per tutta la durata del suo episcopato, chiesa che simbolicamente era stata consacrata da Sant'Agabio, già vescovo di Novara.